# Zwergquellschnecken
Die Zwergquellschnecken (Belgrandiella) sind eine Gattung sehr kleiner, in Quellgewässern lebender Schnecken in der Familie der Wasserdeckelschnecken (Hydrobiidae). Sie sind in Europa verbreitet. Es gibt sehr viele Arten, die alle ein kleines Verbreitungsgebiet mit geringen Populationen haben.

## Merkmale
Die schlank walzenförmigen bis eiförmigen Gehäuse der Zwergquellschnecken sind sehr klein und werden nicht länger als 2,5 mm bei bis zu vier Umgängen. Die eiförmige bis elliptische Gehäusemündung weist am Mündungswinkel und im Bereich des Nabels einen verdickten Mundsaum auf, der beim Nabel mit dem Gehäuse eine flache Falte bildet. Das Operculum hat eine orange bis rotbraune Färbung.
Zwergquellschnecken sind getrenntgeschlechtlich. Der einfache Penis ist regelmäßig breit ohne Auswüchse oder mit einem nicht drüsigen Lappen an der Innenkante in mittlerer Position.

## Verbreitung und Lebensweise
Sämtliche Arten der Gattung Belgrandiella leben in klaren Quellgewässern und Oberläufen der ihnen entspringenden Bäche. Die Arten treten voneinander isoliert auf und reagieren als Endemiten mit jeweils kleiner Population empfindlich auf Veränderungen ihres Habitats.

## Entdeckungsgeschichte
Aufgrund ihrer Winzigkeit wurden die Zwergquellschnecken erst spät entdeckt. Von den heute zu dieser Gattung gezählten Arten ist am längsten die Thermen-Zwergquellschnecke Belgrandiella parreyssii bekannt, die in der Thermalquelle von Bad Vöslau gefunden und 1841 von Ludwig Georg Karl Pfeiffer beschrieben wurde, allerdings noch unter dem Namen Paludina parreyssii. Die Typusart Belgrandiella kusceri (Wagner, 1914) wurde erst Anfang des 20. Jahrhunderts vom polnischen Zoologen Antoni Józef Wagner in Quellen am Zirknitzer See in Innerkrain im heutigen südlichen Slowenien gefunden und zunächst als Belgrandia kusceri – nach dem slowenischen Malakologen Ljudevit Kuščer – beschrieben. Wagner war es auch, der 1928 die Gattung Belgrandiella – benannt nach dem französischen Bauingenieur Eugène Belgrand – aufstellte. Bis in die jüngsten Jahre sind auch in Österreich neue Arten dieser Gattung gefunden und beschrieben worden.

## Bedrohung
Inzwischen sind in Quellgewässern Europas von Spanien bis Bulgarien zahlreiche Arten von Belgrandiella gefunden worden. Allein in Österreich gibt es 11 Arten, die alle von IUCN als bedrohte Arten eingestuft sind und von denen 9 (alle außer Belgrandiella aulaei und Belgrandiella fuchsi) auf der Liste vom Aussterben bedrohter Arten Österreichs aufgezählt sind. Die Arten sind sehr schwer auseinanderzuhalten, doch können sie auf Grund ihres jeweiligen endemischen Vorkommens auch vom Laien nach ihrem Fundort eindeutig zugeordnet werden.

## Vorkommen einiger Arten

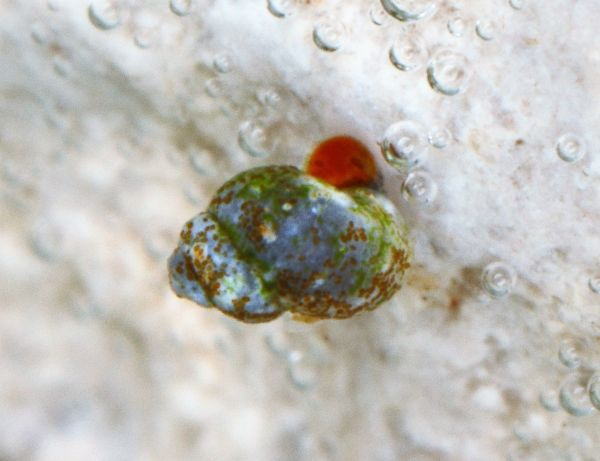
Belgrandiella fuchsi. Charakteristisch für Belgrandiella fuchsi ist das orange/rot gefärbte Operculum.

Belgrandiella boetersi lebt in der Fischbachschlucht bei Schleedorf (Salzburg), die bis 1,9 mm hohe Belgrandiella mimula in der Warmen Fischa in Bad Fischa in Niederösterreich und Belgrandiella pelerei in der Fischa-Quelle bei Haschendorf. Die nur 1,3 mm kleine Belgrandiella parreyssii lebt in der Thermalquelle von Bad Vöslau und dem ihr entspringenden Hansybach. Belgrandiella ganslmayri findet sich im Kirchbichlbach südwestlich von Weyer (Oberösterreich) an der Enns, Belgrandiella aulaei dagegen an der Rinnenden Mauer bei Gradau und der Wunderlücke bei Rabach. Belgrandiella fuchsi lebt in Quellen bei Kleinzell und Salzerbad, Belgrandiella wawrai im Fürther Bach. Belgrandiella multiformis findet sich in einer einzigen Quelle an der Kalten Rinne bei der Weinzettelwand an der Semmeringbahn bei Breitenstein. In Steiermark sind drei Arten bekannt: Belgrandiella austriana im Andritz-Ursprung in Stattegg bei Graz, Belgrandiella kreisslorum in Hohenberg (Gemeinde Stattegg) und Belgrandiella styriaca im Bärenloch bei Mixnitz.
Beispiele für andere Arten sind Belgrandiella kusceri in Südslowenien beim Zirknitzer See (Cerkniško jezero) in dessen Abflüssen (Karlovica, Svinjska jama / Schweinehöhle) und in Rakov Škocjan sowie Belgrandiella edmundi in einer Quelle bei Sóller auf Mallorca.

## Arten (Auswahl)
Österreich
- Belgrandiella aulaei Haase, Weigand u. Haseke 2000
- Belgrandiella austriana (Radoman 1975)
- Belgrandiella boetersi Reischütz u. Falkner 1998
- Belgrandiella fuchsi (Boeters 1970)
- Belgrandiella ganslmayri Haase 1993
- Belgrandiella kreisslorum Reischütz 1997
- Belgrandiella mimula Haase 1996
- Belgrandiella multiformis Fischer u. Reischütz 1995
- Belgrandiella parreyssii (L. Pfeiffer 1841)
- Belgrandiella pelerei Haase 1994
- Belgrandiella styriaca Stojaspal 1978

Slowenien
- Belgrandiella kusceri (Wagner, 1914)
- Belgrandiella schleschi (Kuščer, 1932)
- Belgrandiella crucis (Kuščer, 1928)
- Belgrandiella superior Kuščer, 1932

Bulgarien
- Belgrandiella hessei (Wagner, 1927)
- Belgrandiella pussila Angelov, 1959
- Belgrandiella angelovi Pintér, 1968
- Belgrandiella bulgarica Angelov, 1972
- Belgrandiella bureschi Angelov, 1976
- Belgrandiella zagoraensis Glöer & Georgiev, 2009
- Belgrandiella dobrostanica Glöer & Georgiev, 2009
- Belgrandiella bachkovoensis Glöer & Georgiev, 2009
- Belgrandiella pandurskii Georgiev, 2011

Spanien
- Belgrandiella edmundi Boeters, 1984
- Belgrandiella galaica Boeters & Rolán, 1988